# Kétszínű virágcincér
A kétszínű virágcincér (Anastrangalia sanguinolenta) a cincérfélék családjába tartozó, Eurázsiában honos, fenyőfákon élő bogárfaj. 

## Megjelenése
A kétszínű virágcincér testhossza 8-13 mm. Alakja viszonylag karcsú, a szárnyfedők oldalvonalai kissé ívesek, vállai lekerekítettek. Alapszíne fekete, a nőstény szárnyfedői egyszínű téglavörösek, a hím esetében sárgásbarnák; az oldalszegély és a csúcs fekete. Felülete gyéren és felületesen pontozott, a hím kissé fénylő, a nőstény teljesen fénytelen, szőrei sötétek. Az előtor szőrei ritkásak, rövidek és lesimulók, úgyhogy az előtor majdnem csupasznak tűnik. Az előtor olyan hosszú, vagy alig hosszabb, mint amilyen széles, felső oldala domború, elöl és hátul harántul benyomott, hosszanti középbenyomat nélkül.

## Elterjedése és életmódja
Eurázsiában honos, az Ibériai-félszigettől a Kaukázuson keresztül Nyugat-Szibériáig. Főleg a hegyvidékek, középhegységek lakója. A Brit-szigeteken és Skandináviában is megtalálható. Magyarországon ritka (Kőszeg és Sopron környéke, Tihany, a Mecsek, Siófok, Cenk, a Budai-hegység környékén ismertek állományai), de a Kárpátokban gyakori faj. 
Lárvája különféle fenyőfák (erdeifenyő, luc, jegenyefenyő) teljesen elhalt, kéregvesztett, valamennyire nedves törzseiben és ágaiban él. Fejlődése 2-3 évig tart, a fában sokszor több generáció is együtt él. Az imágó májustól augusztusig rajzik. Nappal aktív, főleg az ernyősök virágain tartózkodik. 

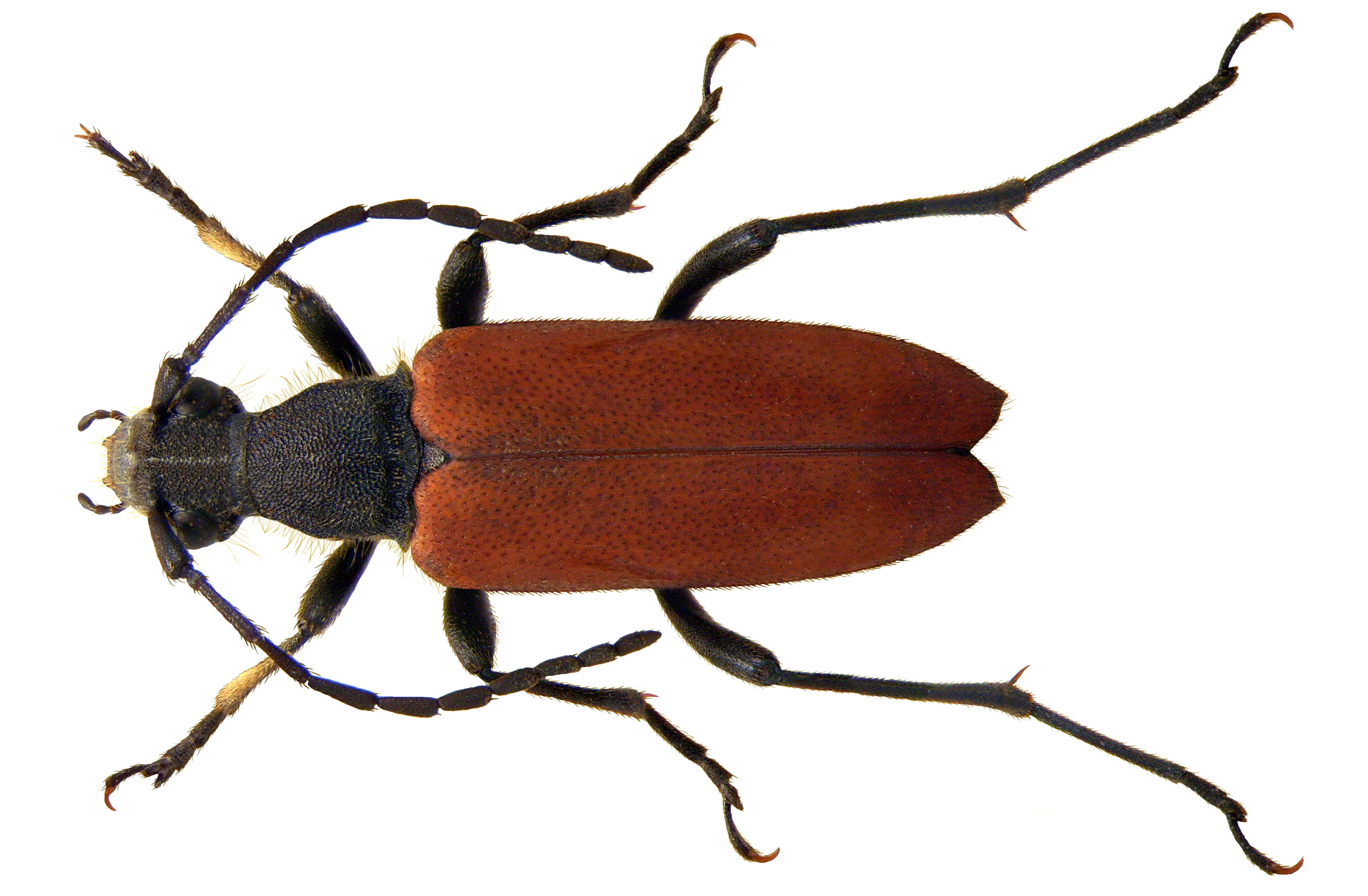
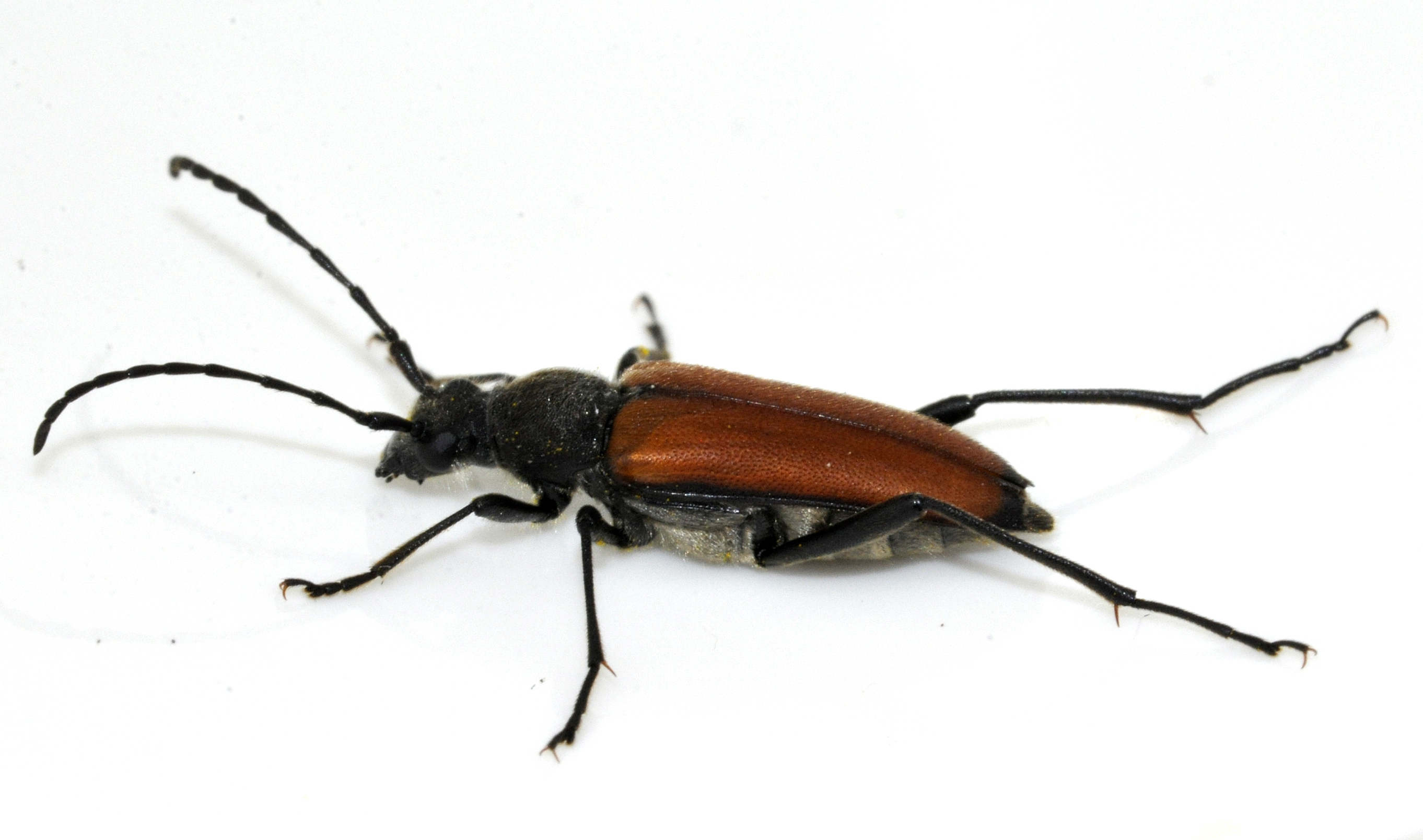
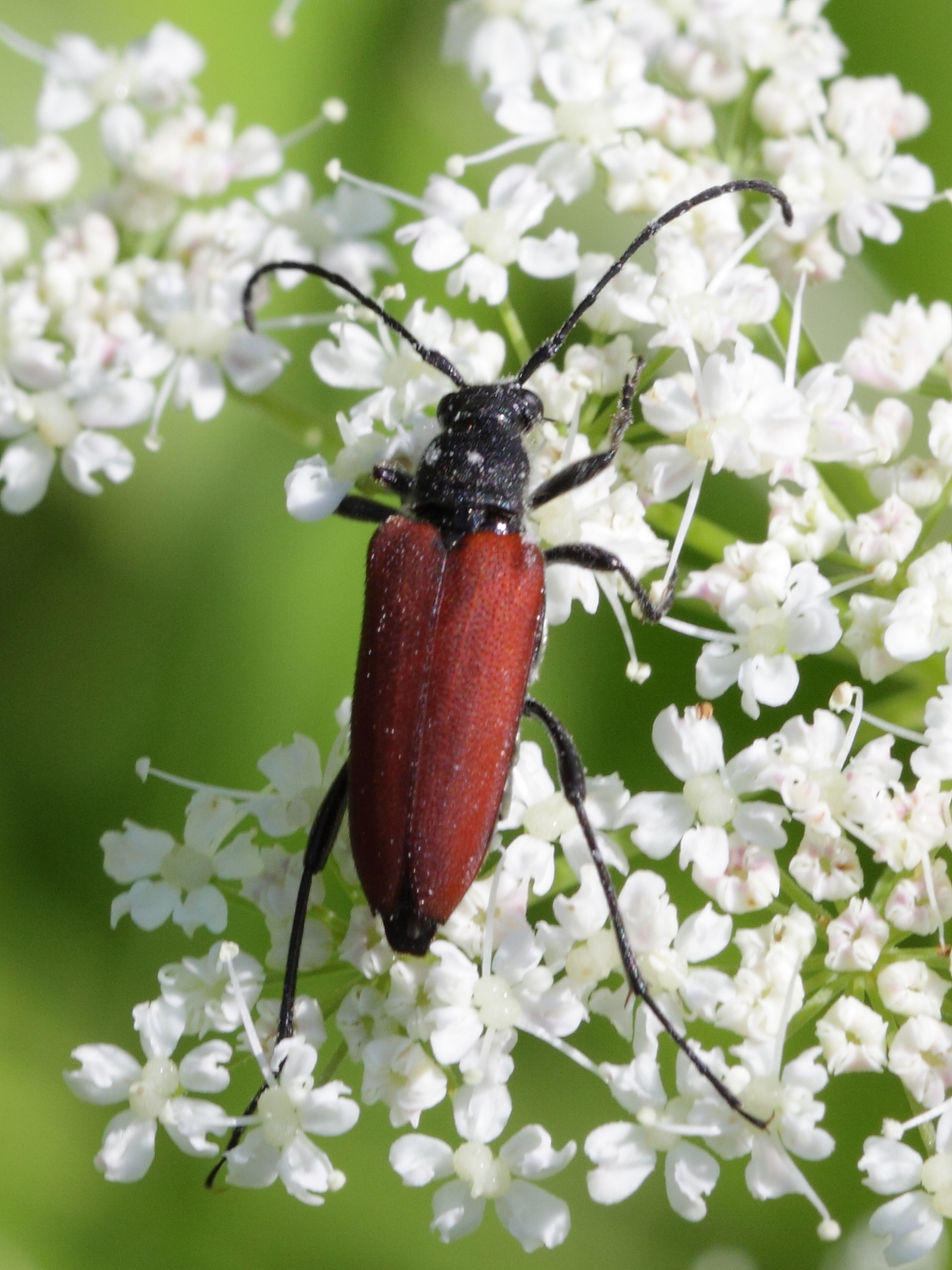
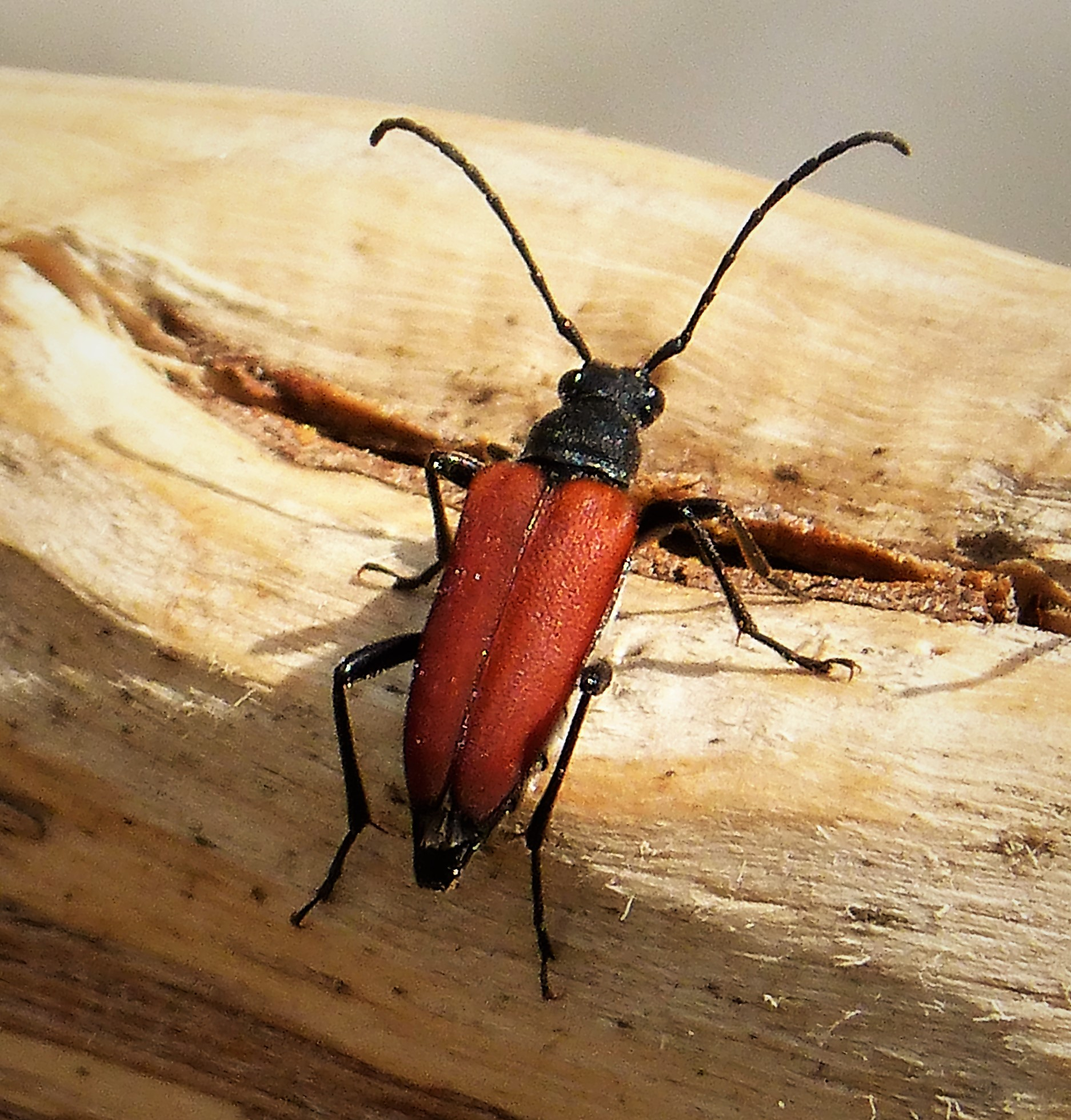
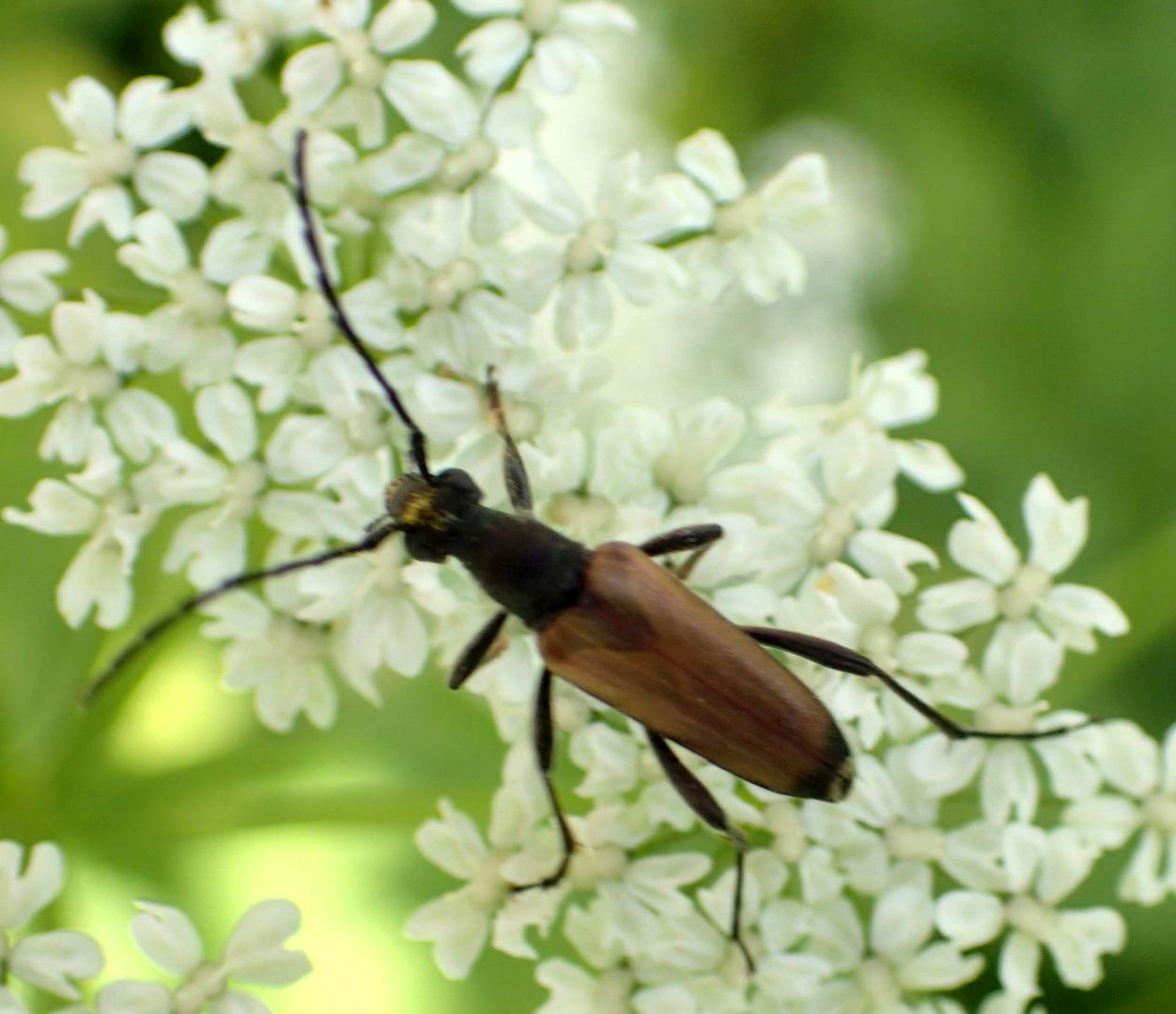

Magyarországon nem védett.